# ライオンレースホース
ライオンレースホース株式会社（Lion Race Horse Co. Ltd.）とは日本中央競馬会と地方競馬全国協会に馬主登録をしているクラブ法人である。愛馬会法人「株式会社サラブレッドクラブライオン」より匿名組合契約に基づく競走馬の現物出資を受けて、中央競馬などの競走に出走させている。
勝負服の柄は黄、黒山形二本輪、白袖赤一本輪、冠名としては現法人名になってから「ライオン」を用いることがある。かつてはJCBの傘下で、 「日信レースホース株式会社」、後に「ジョイ・レースホース株式会社」、「セゾンレースホース株式会社」と呼ばれていた。

## 服色・冠名
設立当初の服色は桃、黒縦縞で、のちにJCBのカラーに因んだ白、赤縦縞、青袖赤一本輪、セゾンレースホース時代は黒、黄星散、黄袖黒一本輪であった。

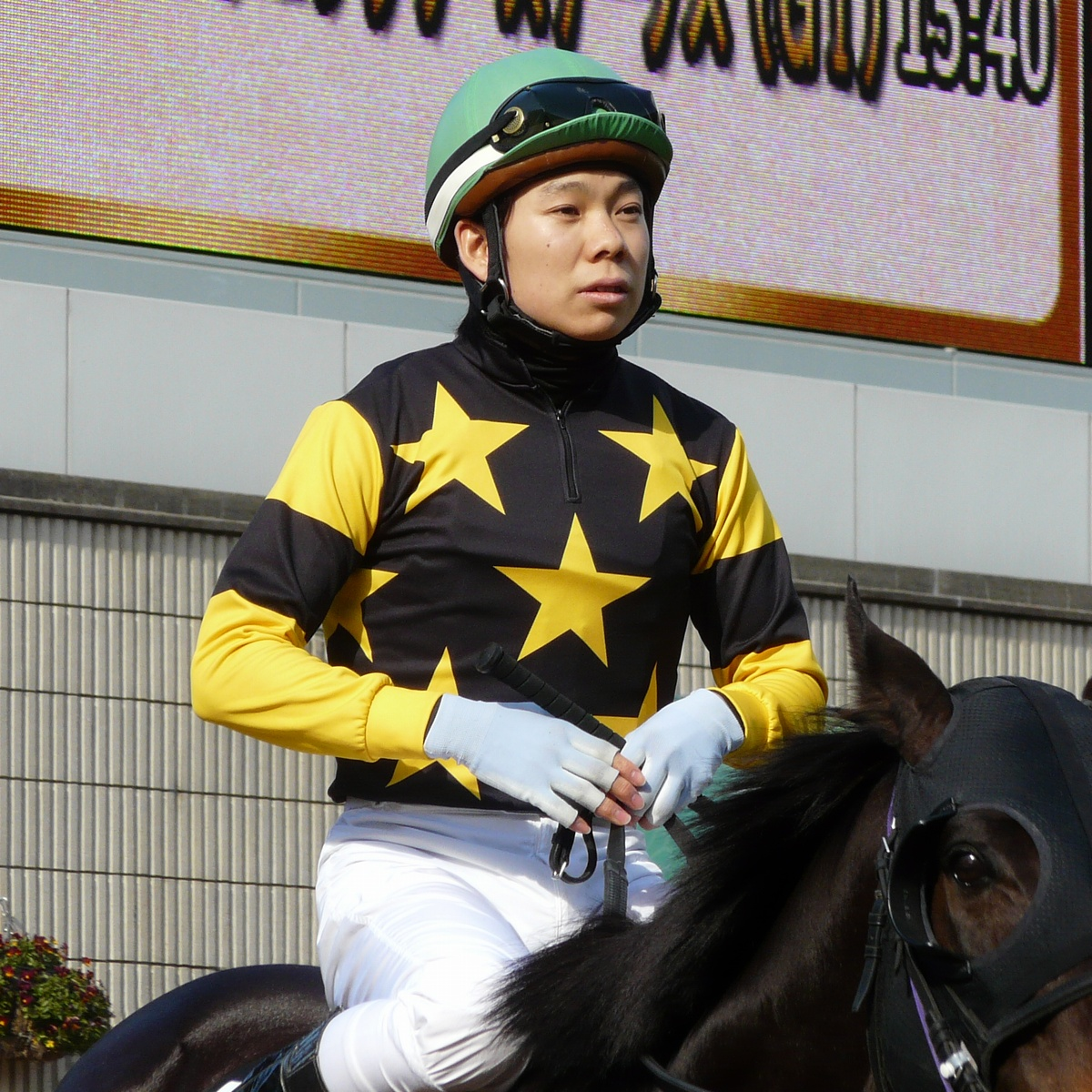
セゾンレースホースの勝負服を着用した伊藤工真

また冠名も、セゾンレースホース時代は牡馬に「ドリーム」、牝馬に「サマー」を用いた。

## 歴史
- 1992年9月 - 設立。
- 2006年 - クレディセゾンが買収し、セゾンレースホースとなる。3月、コスモヴューファーム（ビッグレッドファーム系列）と業務提携を行い、募集馬の選定から所属馬の育成調教まで同牧場が携わった。
- 2009年 - コスモヴューファームとの提携関係を解消。以降は千代田牧場と提携している[2]。育成調教については、北海道浦河の日高育成総合施設軽種馬育成調教場（BTC）をメインに使用し、複数の若手経営者が営む育成牧場（山口ステーブル、愛知ステーブル、ゼロファーム※元愛知県競馬騎手：河端秀俊が経営）に委託している。
- 2015年 - 自動車ディーラーのG-LIONグループに買収され、現社名に変更した[3]。

## 主な所有馬

### 現役馬
- アルナシーム - 2024年 中京記念、2025年 中山金杯

### 引退馬
- ザゴールド - 1996年 葵ステークス、1997年 札幌日刊スポーツ杯
- トップコマンダー - 2002年 日経新春杯
- ドリームパスポート - 2006年 きさらぎ賞、神戸新聞杯
- ドリームシグナル - 2008年 シンザン記念
- ドリームセーリング - 2016年 京都ジャンプステークス[4]
- ドリームバレンチノ - 2012年 函館スプリントステークス、2013年 シルクロードステークス、兵庫ゴールドトロフィー、2014年JBCスプリント、2016年 東京盃[5]
- レヴァンテライオン - 2016年 函館2歳ステークス
- ドリームドルチェ - 2020年東海桜花賞
- ユニコーンライオン - 2021年鳴尾記念、2022年福島記念[6]

## サラブレッドクラブライオン（愛馬会法人）
代表者はG-LIONグループの社長を務めた田畑利彦。かつては「ジョイ・サラブレッドクラブ」、「サラブレッドクラブセゾン」と呼ばれていた。